# Laringa castelnaui
Laringa castelnaui är en fjärilsart som beskrevs av Felder 1860. Laringa castelnaui ingår i släktet Laringa och familjen praktfjärilar. Inga underarter finns listade i Catalogue of Life.